# Regola di Mason
La regola di Mason viene impiegata per il calcolo della funzione di trasferimento di un sistema, rappresentato mediante un diagramma di flusso. Deve il suo nome a Samuel Jefferson Mason. La formula è la seguente:
{\displaystyle G={\frac {y_{\mathrm {out} }}{y_{\mathrm {in} }}}=\sum _{k=1}^{N}{\frac {G_{k}\Delta \ _{k}}{\Delta \ }}}
{\displaystyle {\Delta \ }=1-\sum _{}L_{1}+\sum _{}L_{2}-\sum _{}L_{3}+\cdots +(-1)^{n}\sum _{}L_{n}}
dove:
- Δ = Determinante del grafo
- yin = variabile d'ingresso
- yout = variabile di uscita
- G = Funzione di trasferimento
- N = Numero totale di percorsi per andare da yin a yout
- Gk = Prodotto delle trasferenze del k-esimo percorso per andare da yin a yout
- L1 = Somma di prodotti delle trasferenze costituenti anelli
- L2 = Somma di prodotti di trasferenze di coppie di anelli (con nessun punto a comune)
- L3 = Somma di prodotti di trasferenze di terne di anelli che non si toccano
- Ln = Somma di prodotti di trasferenze di n-ple di anelli che non si toccano
- Δk = Il valore di Δ (detto discriminante) privato dei termini costituenti la Gk, o aventi nodi a comune con tali percorsi.